# Sos andaluzyjski

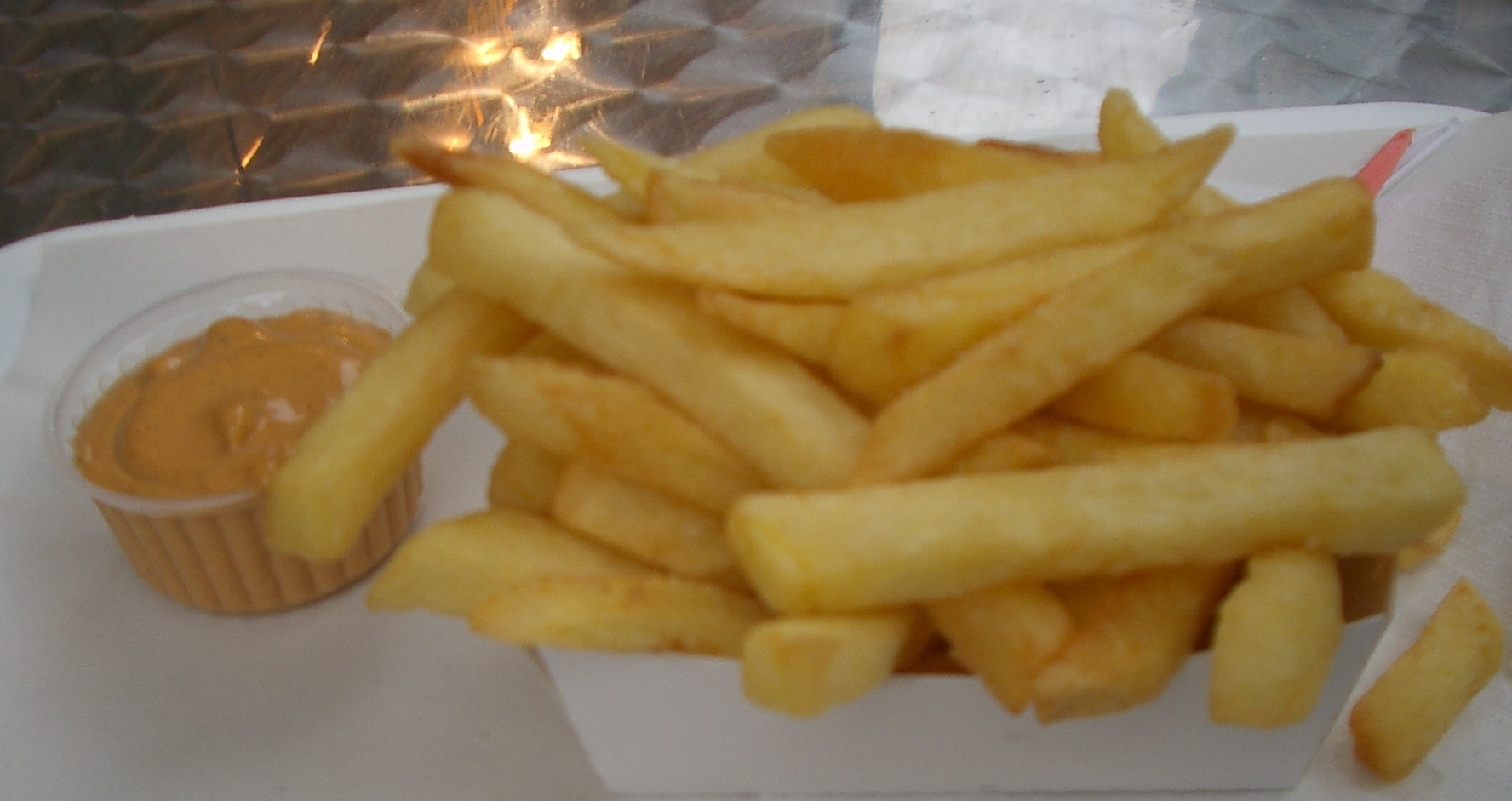
Frytki z sosem andaluzyjskim

Sos andaluzyjski – sos (emulsja) do dań i przekąsek sporządzony na bazie majonezu i keczupu lub pasty pomidorowej oraz krojonej w kostkę wielokolorowej papryki. 
Sos produkowany na skalę przemysłową może zawierać olej, żółtko jajka, syrop glukozowy, ocet, musztardę, cukier, sok z cytryny, sól, przyprawy oraz ewentualnie mleko.